# Echte vleerhonden
Echte vleerhonden of schijnkalongs (Pteropus) zijn een geslacht van vleermuizen uit de familie der vleerhonden. Vertegenwoordigers van dit geslacht komen voor in de tropen van Afrika tot in Oceanië.

## Beschrijving
Deze meestal grote vleerhonden hebben geen staart. Op de tweede vinger van de vleugel zit een klauw. Per kaakhelft zijn er twee snijtanden aanwezig. De rug is meestal bleek en verschilt in kleur van de onderkant van het lichaam.

## Verspreiding
Vertegenwoordigers van dit geslacht komen voor in Zuid-Azië, Oost-Azië, Zuidoost-Azië en van Australië tot ver in Oceanië. Verder in de Indische Oceaan onder andere op Madagaskar en Pemba (Tanzania). Een groot deel van de soorten komt slechts op kleine, geïsoleerde eilandengroepen voor.

## Taxonomie
Het geslacht omvat 64 soorten en is daarmee verreweg het grootste geslacht van de familie en het op zes na grootste geslacht van de zoogdieren.
Het is waarschijnlijk dat er nog meerdere onbeschreven Pteropus-soorten bestaan. Zo is bekend dat er bijvoorbeeld soorten zijn die verwant zijn aan P. chrysoproctus, P. melanopogon en P. pohlei, maar nog onbeschreven zijn.
Het geslacht Pteropus is het nauwste verwant aan een aantal kleine geslachten uit de eilanden van Zuidoost-Azië en Oceanië: Acerodon, Desmalopex, Mirimiri, Neopteryx, de apenkopvleermuizen (Pteralopex) en Styloctenium. Het geslacht Desmalopex, dat uitsluitend in de Filipijnen voorkomt, werd tot 2008 niet als een apart geslacht gezien, maar in Pteropus geplaatst. Melonycteris is ook verwant en Eidolon en Notopteris behoren mogelijk tot dezelfde groep, de onderfamilie Pteropodinae.

### Soorten
De ruim zestig beschreven soorten worden in een aantal groepen verdeeld, die op het werk van Knut Andersen (ca. 1910) teruggaan. Deze groepen zijn later aangepast zodat ze overeenkomen met monofyletische groepen. Verdeeld naar de meest recente inzichten is de indeling als volgt:
- livingstonii-groep
  - Pteropus livingstonii - Comorenvleerhond (Comoren)
  - Pteropus voeltzkowi - Pembavleerhond (Pemba in Tanzania)
- melanopogon-groep
  - Pteropus aruensis (Aru-eilanden in Indonesië)
  - Pteropus caniceps (Halmahera in Indonesië)
  - Pteropus chrysoproctus (Seram, Buru en Ambon in Indonesië)
  - Pteropus keyensis (Kai-eilanden in Indonesië)
  - Pteropus melanopogon (Molukken in Indonesië)
- lombocensis-groep
  - Pteropus lombocensis (Kleine Soenda-eilanden in Indonesië en Oost-Timor)
- griseus-groep
  - Pteropus admiralitatum (oostelijk Papoea-Nieuw-Guinea en Salomonseilanden)
  - Pteropus alecto (Sulawesi tot Nieuw-Guinea en Australië)
  - Pteropus brunneus (Percy-eiland in Australië; uitgestorven)
  - Pteropus conspicillatus (Molukken tot Nieuw-Guinea en Australië)
  - Pteropus faunulus (Nicobaren in India)
  - Pteropus griseus (Sulawesi, Timor en omliggende eilanden in Indonesië en Oost-Timor)
  - Pteropus howensis (Ontong Java in de Salomonseilanden)
  - Pteropus hypomelanus (Malediven, Andamanen en Vietnam tot Filipijnen en Nieuw-Guinea)
  - Pteropus mariannus (Marianen)
  - Pteropus melanotus (Andamanen en Nicobaren in India; Enggano en Nias in Indonesië; Christmaseiland in Australië)
  - Pteropus neohibernicus (Nieuw-Guinea en omliggende eilanden)
  - Pteropus pelewensis (Palau)
  - Pteropus pohlei (Japen, Biak-Supiori en omliggende eilanden in Indonesië)
  - Pteropus speciosus (Filipijnen; Talaudeilanden in Indonesië)
  - Pteropus tonganus - Tongavleerhond (Nieuw-Guinea tot Nieuw-Caledonië en de Cookeilanden)
  - Pteropus ualanus (Kosrae in Micronesia)
- personatus-groep
  - Pteropus personatus (Noord-Molukken in Indonesië)
- capistratus-groep
  - Pteropus capistratus - Halstervleerhond (Bismarck-archipel in Papoea-Nieuw-Guinea)
  - Pteropus ennisae (Nieuw-Ierland)
- temminckii-groep
  - Pteropus temminckii (Buru, Ambon en Seram in Indonesië)
- poliocephalus-groep
  - Pteropus poliocephalus - Grijskopvleerhond (Oost-Australië)
- pselaphon-groep
  - Pteropus pilosus (Palau; uitgestorven)
  - Pteropus pselaphon - Boninvleerhond (Bonin- en Volcano-eilanden in Japan)
- vetulus-groep
  - Pteropus vetulus (Nieuw-Caledonië)
- samoensis-groep
  - Pteropus allenorum (Samoa, uitgestorven)
  - Pteropus anetianus (Vanuatu)
  - Pteropus cognatus (San Cristobal en Uki Ni Masi in de Salomonseilanden)
  - Pteropus coxi (Samoa, uitgestorven)
  - Pteropus fundatus (Bankseilanden, Vanuatu)
  - Pteropus nitendiensis (Santa Cruz-eilanden in de Salomonseilanden)
  - Pteropus rayneri (Bougainville en Buka in Papoea-Nieuw-Guinea; Salomonseilanden)
  - Pteropus rennelli (Rennell in de Salomonseilanden)
  - Pteropus samoensis (Fiji en Samoa)
  - Pteropus tuberculatus (Vanikoro in de Salomonseilanden)
- scapulatus-groep
  - Pteropus scapulatus (Australië en zuidelijk Nieuw-Guinea)
- pelagicus-groep
  - Pteropus gilliardorum (Nieuw-Brittannië en Nieuw-Ierland in Papoea-Nieuw-Guinea)
  - Pteropus macrotis (Nieuw-Guinea en omliggende eilanden)
  - Pteropus mahaganus (Bougainville in Papoea-Nieuw-Guinea en Choiseul en Santa Isabel in de Salomonseilanden)
  - Pteropus molossinus - Pohnpeivleerhond (Pohnpei in Micronesia)
  - Pteropus pelagicus - Chuukvleerhond (Chuuk in Micronesia)
  - Pteropus tokudae (Guam; uitgestorven)
  - Pteropus woodfordi (zuidelijke Salomonseilanden)
- subniger-groep
  - Pteropus subniger (Réunion en Mauritius; uitgestorven)
- ornatus-groep
  - Pteropus ocularis (Seram en Buru in Indonesië)
  - Pteropus ornatus (Nieuw-Caledonië)
- vampyrus-groep
  - Pteropus aldabrensis (Aldabra in de Seychellen)
  - Pteropus dasymallus (Kyushu en de Riukiu-eilanden in Japan; Taiwan; Batanes-Babuyan in de Filipijnen)
  - Pteropus intermedius (Zuid-Myanmar en West-Thailand)
  - Pteropus lylei - Lyles vleerhond (Thailand, Vietnam en Cambodja)
  - Pteropus medius - Vliegende vos (Pakistan en Maldiven tot Myanmar)
  - Pteropus niger - Zwarte vleerhond (Mauritius en vroeger Réunion)
  - Pteropus pumilus (Filipijnen; Talaudeilanden in Indonesië)
  - Pteropus rodricensis - Rodriguesvleerhond (Rodrigues in Mauritius)
  - Pteropus rufus - Rode vleerhond (Madagaskar)
  - Pteropus seychellensis (Seychellen, Comoren en Mafia in Tanzania)
  - Pteropus vampyrus - Kalong (Myanmar en Vietnam tot Filipijnen en Kleine Soenda-eilanden)